# Ouvèze
De Ouvèze is een rivier in Frankrijk en stroomt door de departementen Drôme en Vaucluse, respectievelijk in de regio's Auvergne-Rhône-Alpes en Provence-Alpes-Côte d'Azur. Enige plaatsen langs de Ouvèze zijn Mollans-sur-Ouvèze, Vaison-la-Romaine, Violès en Sorgues. De rivier ontspringt in de Franse Voor-Alpen, in het Massif des Baronnies en mondt uit in de Rhône.